# Foliant
Een foliant is:

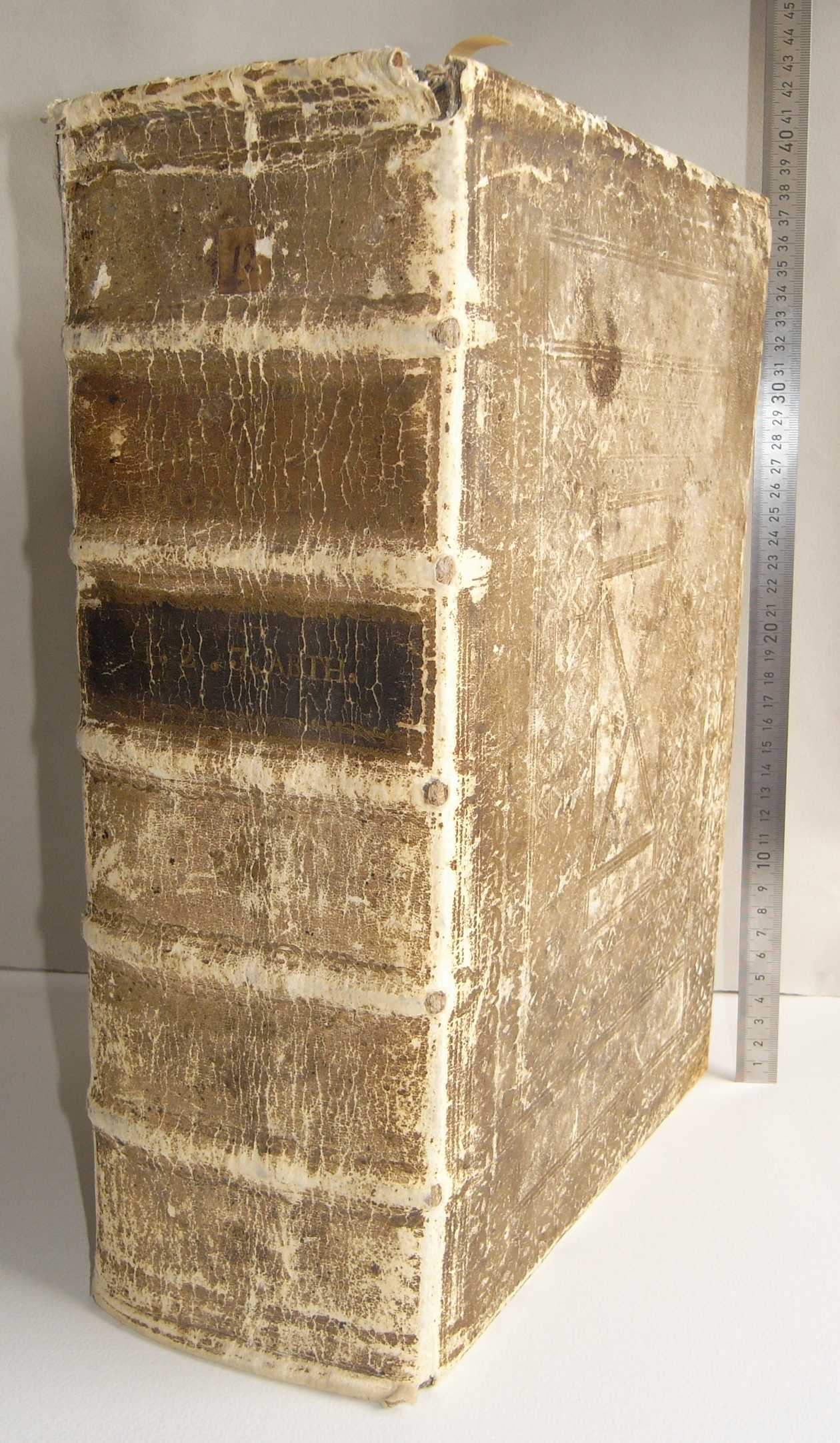
Foliant uit 1806

- een boek gedrukt op folio-formaat,
- elk boek van grote afmetingen (ten minste folio-formaat).

Foliant is zodoende een aanduiding voor een groot, dik, zwaar boek, een "dikke pil", enzovoorts.

## Geschiedenis
Tijdens het ancien régime betaalden hogere bestuurders bij hun ambtsaanvaarding een bedrag aan hun voorgangers voor "de overname van de folianten" (de boekhouding en het archief). Zo betaalde de rentmeester Willem Hendrik van Panhuys in 1770 naar eigen zeggen tussen de veertien en vijftien duizend gulden aan Pierre d'Aulbonne voor de overname van de folianten van Staats-Overmaas.

## Etymologie
Het woord foliant is in het Nederlands geattesteerd in 1766. Het is ontleend aan het identieke 17e-eeuwse woord in het Duits en verwijst naar de 16e-eeuwse drukkersterm folio.